# 日本・シンガポール新時代経済連携協定
日本・シンガポール新時代経済連携協定（にほん・シンガポールしんじだいけいざいれんけいきょうてい、英語: Japan-Singapore Economic Partnership Agreement (JSEPA）は、2002年に日本とシンガポールとが締結した経済連携協定（EPA）。日本が初めて締結した経済連携協定であり、自由貿易協定（FTA）でもある。
日本語及び英語を正文とし、日本語の正式な条約名は「新たな時代における経済上の連携に関する日本国とシンガポール共和国との間の協定」、英語の正式な条約名は「Agreement between Japan and the Republic of Singapore for a New-Age Economic Partnership」。日本での条約番号は平成14年条約第16号。通称・略称は、日・シンガポール新時代経済連携協定、日・シンガポール経済連携協定、日本・シンガポール経済連携協定、日本・シンガポール新時代経済連携協定、日星協定等。

## 署名・発効までの経緯
1999年12月の小渕首相とゴー首相との日シンガポール首脳会談において、産学官の専門家による検討会合の設立に合意した。
2000年3月から9月にかけて産学官からなる共同検討会合は、5回の会議を開催。
2000年9月29日、日本・シンガポール共同検討会合報告書が両国の首脳へ提出される
2000年10月22日、森首相とゴー首相との東京における日シンガポール首脳会談において、共同報告書の提言に基づき、日本・シンガポール新時代経済連携協定のための正式交渉を2000年1月に開始し、合理的な短い期間内、遅くとも2001年12月31日までに終了すべきことを決定した。
2001年1月より政府間協議を開始、同年中に本交渉を4回、非公式協議を12回にわたり開催、両国政府の間で精力的に交渉が行われた。
2001年10月20日の上海APECの際に行われた小泉首相とゴー首相との日シンガポール首脳会談の際、交渉を成功裡に終えた旨、及び署名のため2001年末までに本協定を完成させるべきである旨の共同発表を行った。
2002年1月13日、シンガポールを訪問した小泉首相がゴー首相との間で、日本初の経済連携協定となる本協定に署名した。また署名に際して政治宣言が発せられた。
日本における国内手続として、2002年2月22日に、協定の締結承認案件が閣議決定され、同日衆議院へ提出された。国内法の改正については、及び2002年2月8日に閣議決定された関税定率法及び関税暫定措置法の一部を改正する法律案及び協定の締結承認案件と同じ閣議により決定された特定機器に係る適合性評価の欧州共同体との相互承認の実施に関する法律の一部を改正する法律案がそれぞれ閣議決定の日に衆議院へ提出された。
衆議院において、協定の締結承認案件は、外務委員会に付託され、2002年4月10日に委員会で、4月11日に衆議院本会議で可決され、参議院に送られた。賛成会派は、「自由民主党、民主党、公明党、日本共産党、社会民主党、保守党」であり全会一致であった。
関税定率法及び関税暫定措置法の一部を改正する法律案は、財務金融委員会に付託され、2002年3月8日に委員会で、3月12日に衆議院本会議で可決され、参議院に送られた。賛成会派は、「自由民主党、民主党、公明党、社会民主党、保守党」、反対会派は「日本共産党」であった。なお反対した日本共産党は反対討論で「本法案には、（中略）中国、シンガポールとのそれぞれの関税緊急措置の導入等賛成できる点もありますが、前述した問題があり、全体としては反対です」と述べ、日・シンガポール経済連携協定関連の改正には賛成であるとしている
特定機器に係る適合性評価の欧州共同体との相互承認の実施に関する法律の一部を改正する法律案は、経済産業委員会に付託され、2002年4月3日に委員会で、4月4日に衆議院本会議で可決され、参議院に送られた。賛成会派は、「自由民主党、民主党、公明党、日本共産党、社会民主党、保守党」で全会一致であった。
参議院において、協定の締結承認案件は、外交防衛委員会に付託され、協定は、2002年5月7日に委員会で、5月8日に参議院本会議で可決された。賛成会派は、「自由民主党・保守党、民主党・新緑風会、公明党、日本共産党国会、改革連絡会（自由党・無所属の会）、社会民主党・護憲連合」で全会一致であった。
関税定率法及び関税暫定措置法の一部を改正する法律案は、財務金融委員会に付託され、2002年3月28日に委員会で、3月29日に参議院本会議で可決され、成立した。賛成会派は、「自由民主党・保守党、民主党・新緑風会、公明党、国会改革連絡会（自由党・無所属の会）（ただし島袋宗康議員は反対）、社会民主党・護憲連合」、反対会派は「日本共産党」であった。
特定機器に係る適合性評価の欧州共同体との相互承認の実施に関する法律の一部を改正する法律案は経済産業委員会に付託され、2002年4月18時日に委員会で、4月22日に参議院本会議で可決され、成立した。賛成会派は、「自由民主党・保守党、民主党・新緑風会、公明党、日本共産党国会、改革連絡会（自由党・無所属の会）、社会民主党・護憲連合」で全会一致であった。
発効は2002年11月30日。
2006年4月に日シンガポール経済連携協定（JSEPA）改正交渉開始が合意される。
2007年1月18日に、日シンガポール経済連携協定改正交渉が大筋合意したと発表された。
2007年3月19日、安倍首相とリーシェンロン首相とが東京における日シンガポール首脳会談の際の席上、改正議定書に署名した。
日本における国内手続として、2007年4月20日に、協定の締結承認案件が閣議決定され、同日衆議院へ提出された。国内法の改正については、外務省は条約の説明書において、「必要としない」としている。
協定の締結承認案件は外務委員会に付託され、2007年5月16日に委員会で、5月17日に衆議院本会議で可決され、参議院に送られた。賛成会派は、「自由民主党、民主党、公明党、日本共産党、社会民主党・市民連合、国民新党」で全会一致であった。
参議院において、協定の締結承認案件は、外交防衛委員会に付託され、協定は、2007年6月12日に委員会で、6月13日に参議院本会議で可決され、国会の承認がされた。賛成会派は、「自由民主党、民主党・新緑風会、公明党、日本共産党、社会民主党・市民連合、国民新党」で全会一致であった。
2007年8月28日、両国の国内手続の終了を受け、シンガポールにおいて新たな時代における経済上の連携に関する日本国とシンガポール共和国との間の協定を改正する議定書の効力発効に必要な外交上の公文の交換がされた。
改正議定書は、改正議定書第16条１の規定により2007年9月2日に発効した。
改正議定書の日本語の正式な条約名は「新たな時代における経済上の連携に関する日本国とシンガポール共和国との間の協定を改正する議定書」、英語の正式な条約名は「Protocol Amending the Agreement between Japan and the Republic of Singapore for a New-Age Economic Partnership」。日本での条約番号は平成19年条約第9号。

## 条約の概要

### 当初の協定
このEPAは、両国間の国境を越えた人・物・サービス・資本・情報等がより自由な移動できるようにし、経済活動の連携の強化を目的としたものである。
日本は、シンガポールからの輸入に関する関税を農産品や皮革製品等を除き、撤廃する。全体の撤廃率は93％
他の国の製品を当事国が輸入して自国の製品として相手国に輸出して関税の優遇を受けないようにする原産地規則を制定する。

### 改正議定書
日本側は、当初の協定対象外のもののうち、一部の熱帯産品及びその調製品並びに一部の石油・石油化学製品につき、即時又は段階的関税撤廃を行い、全体の、約95％の関税撤廃とする。シンガポール側は日本の銀行の進出規制を緩和する。